# ГЕС Болч 1, 2
ГЕС Болч 1, 2 — гідроелектростанція у штаті Каліфорнія (Сполучені Штати Америки). Знаходячись між ГЕС Haas (вище по течії) та ГЕС Кінгс-Рівер, входить до складу каскаду у сточищі Кінгс-Рівер, яка дренує західний схил гір Сьєрра-Невада та у нижній течії розділяється на два рукави, котрі прямують на північ та на південь — до впадіння ліворуч у річку Сан-Хоакін (завершується в затоці Сан-Франциско) та безсточне озеро Tulare (раніше, до реалізації іригаційних проєктів, в періоди високої водності течія у південному рукаві могла реверсуватись та забезпечувати стік з Tulare до Сан-Хоакін).
Живлення станції відбувається із резервуара Блек-Рок, створеного на Норт-Форк-Кінгс-Рівер (правий витік Кінгс-Рівер) за допомогою бетонної аркової греблі висотою 41 метр та довжиною 123 метри. Вона утримує водойму з площею поверхні 0,14 км2 та корисним об'ємом 1,55 млн м3.
Зі сховища під правобережним гірським масивом прокладено дериваційний тунель довжиною 6 км з перетином 3,7х3,8 метра, який на своєму шляху отримує поповнення зі струмків Блек-Рок-Крік та Weir Creek. По завершенні тунель переходить у два напірні водоводи довжиною 1,4 км зі спадаючим діаметром — в одного від 1,5 до 1,2 метра та в другого від 2,4 до 1,7 метра. Вони перетинають Норт-Форк-Кінгс-Рівер та подають ресурс до розташованих на її лівому березі двох машинних залів.
Введена в експлуатацію у 1927 році Balch 1 має одну турбіну типу Пелтон потужністю 34 МВт, яка використовує напір у  725 метрів та у 2017 році забезпечила виробітку 177 млн кВт·год електроенергії. Зал Balch 2 став до ладу в 1958-му та має дві турбіни того ж типу загальною потужністю 108 МВт, які працюють при напорі у 728 метрів та у 2017-му виробили 550 млн кВт·год.
Видача продукції відбувається по ЛЕП, розрахованій на роботу під напругою 138 кВ.